# Särstad
Särstad är en medeltida gård i Rinna socken, Boxholms kommun, gården bestod av 5 hemman.
- Stefan Stangenberg (snedbjälke med 2 sparrar) och hans hustru skänkte år 1382 till Vadstena kloster, dit de insatte sin dotter, bl. a. 1 attung i Saeridhzstadha.
- 1894 tillhörde 2 hemman A. M. Petersson.
- 1910 tillhörde 4 3/4 hemman 5 stycken ägare: K. E. Petersson, K. A. Asklöf, K. A. Jonsson med flera.
- 1/4 hemman donerades av prostinnan Hedvig Maria Curman som boställe till komministeränkor i Ekeby socken och Rinna socken. Om ingen änka fanns delades inkomsten av komministrarna.

## Frälsegården
Gården tillhörde runt år 1700 dels Sätra i Rök, dels Louis de Geers arvingar. 